# Cyborg Hunter
Cyborg Hunter est un jeu vidéo d'action développé et édité par Sega, sorti en 1988 sur Master System.